# Sten (prénom)
Pour le pistolet-mitrailleur, voir Sten.
Sten est un prénom masculin scandinave dérivé du vieux norrois Steinn « pierre, roche(r) ». Ce prénom suédois peut également se rencontrer en Norvège et au Danemark.
Le prénom Sten est à l'origine du patronyme suédois Stensson et du patronyme dano-norvégien Stensen signifiant « Fils de Sten ».

## Personnalités historiques portant ce prénom
- Sten Sture le Vieil (1440–1503), homme d'État suédois ;
- Sten Sture le Jeune (1492–1520), homme d'État suédois ;
- Sten Banér (1546–1600), homme d'état suédois.

## Autres personnalités portant ce prénom
- Pour l'ensemble des articles sur les personnes portant ce prénom, consulter :
  - la liste des articles dont le titre commence par ce prénom
  - les listes produites par Wikidata : Liste des personnes de prénom « Sten » — même liste en incluant les éventuels prénoms composés qui contiennent « Sten ».